# Абрамов Олександр Костянтинович
Олекса́ндр Костянти́нович Абра́мов (рос. Александр Константинович Абрамов; нар. 28 серпня (9 вересня) 1836 — пом. 12 жовтня (25 жовтня) 1886) — російський воєначальник і державний діяч, військовий губернатор Ферганської області, генерал-лейтенант (19.02.1879).
Дійсний член Імператорського Російського географічного товариства (з 1870 року).

## Життєпис
Походив з дворян Новгородської губернії.
Освіту здобув у Дворянському полку, звідки 17 квітня 1854 року був випущений прапорщиком артилерії. У березні 1858 року переведений у сибірську пішу батарею.
Бойову службу в Середній Азії розпочав у 1862 році. Початок видався не дуже вдалим: 14 жовтня 1862 року під час облоги кокандської фортеці Пішпек від пострілу пішпекської мортири на батареї вибухнув пороховий льох. Серед інших постраждав і О. Абрамов: він отримав настільки важку контузію голови, що до кінця життя був змушений прикривати її маленькою чорною шапочкою. За взяття Пішпека нагороджений орденом Святої Анни 4-го ступеня з надписом «За хоробрість».
5 червня 1864 року за відзнаку при взятті фортеці Ауліє-ата був нагороджений орденом Святого Станіслава 3-го ступеня. Того ж року отримав орден Святої Анни 3-го ступеня і зведений у штабс-капітани. У червні 1865 року, за дорученням генерала М. Черняєва, О. Абрамов із невеликим загоном з 2 гарматами зайняв залишену кокандцями фортечку Чиназ на Сирдар'ї і знищив переправу через неї.
1865 року на чолі штурмової колони О. Абрамов діяльно сприяв М. Черняєву при взятті фортеці Чимкент, отримавши орден Святого Володимира 4-го ступеня і зведений у капітани. 15 червня того ж року в числі перших увірвався до Ташкента, за що був нагороджений орденом Святого Георгія 4-го ступеня.
У 1866 році генерала М. Черняєва змінив генерал Д. Романовський, який розпочав війну з Бухарським ханством. 24 травня брав участь у взятті штурмом Ходжента, за що нагороджений орденом Святого Станіслава 2-го ступеня з мечами. 14 липня того ж року за відзнаку в боях був зведений у підполковники і призначений командиром батареї.
У 1867 році О. Абрамов став командиром Джизацького загону. 25 травня він на чолі загону висунувся за Джелан-утинську ущелину, змусив до втечі туркменську кінноту і зайняв залишене бухарцями укріплення Яни-Курган, що знаходилось на шляху до Самарканду. Після успішних дій 26 травня і 7 липня, О. Абрамов остаточно розбив бухарський табір 2 липня.
Навесні 1868 року О. Абрамов продовжував вести бойові дії проти бухарців, що призвели до заняття 2 травня Самарканда. 12 травня 1868 року розгромив армію Гусейн-бека і захопив напівнезалежне від Бухари місто Ургут. 2 червня брав участь у битві за Зерабулакські висоти, де були розгромлені піхота і кіннота Ходжі-бека й Осман-бека. 6 червня 1868 року зведений у генерал-майори. У жовтні того ж року заволодів зайнятим бунтівниками містом Карші, за що отримав орден Святого Станіслава 1-го ступеня з мечами. У тому ж році він був призначений начальником Зеравшанського округу.
У 1870 році взяв штурмом напівнезалежні міста Шахрисябського бекства — Куля і Кітаб, вигнав непокірних беків Джура-бія і Баба-бія й передав міста еміру, за що отримав орден Святого Георгія 3-го ступеня. Влітку того ж, 1870, року О. Абрамов здійснив експедицію у верхів'я Зеравшану і озера Іскандеркуль, результатом якої стало приєднання нових територій до Зеравшанського округу і вивчення маловідомих земель. За заслуги у справах управління округом О. Абрамов був нагороджений орденами Св. Анни 1-го ступеня і Св. Володимира 2-го ступеня з мечами.
17 березня 1877 року генерал-майор О. Абрамов призначений начальником Ферганської області. 19 лютого 1879 року зведений у генерал-лейтенанти. 4 листопада 1883 року призначений командиром 4-ї піхотної дивізії. У зв'язку з обранням членом комісії зі складання Положення про управління Туркестаном, усунутий від командування дивізією. По завершенні роботи комісії, отримавши Найвищу подяку, О. Абрамов був відряджений на рік за кордон на лікування. 3 травня 1886 року призначений командиром 13-ї піхотної дивізії.
Помер 25 жовтня 1886 року у Сімферополі на Меморіальному військовому цвинтарі.

## Пам'ять
Ім'ям Олександра Костянтиновича Абрамова названий великий гірський льодовик, розташований на південних схилах Алайського хребта, звідки бере початок річка Коксу, притока річки Кизилсу (права складова річки Вахш).